# 2836 Соболев
2836 Соболев (енгл. 2836 Sobolev) је астероид главног астероидног појаса са средњом удаљеношћу од Сунца која износи 2,998 астрономских јединица (АЈ).
Апсолутна магнитуда астероида је 11,4.